# Eva von Bahr
Eva Wilhelmina Julia von Bahr-Bergius, (16 septembre 1874 - 28 février 1962) est une physicienne suédoise et enseignante. Elle est la première femme en Suède à devenir maître de conférences en physique.  

## Biographie

### Jeunesse
Eva Wilhelmina Julia von Bahr-Bergius naît le 16 septembre 1874 à la ferme Mälby à Roslags-Kulla (Österåker). Elle est la fille du juge Carl von Bahr (1830–1900) et de son épouse Elisabeth Boström (1838–1914) et la sœur de Johan von Bahr, maire d'Uppsala. Elle est la nièce du premier ministre Erik Gustaf Boström (1842–1907) et de la philanthrope Ebba Boström (1844–1902), fondatrice de l'institution caritative Samariterhemmet à Uppsala. 

### Carrière académique
Malgré les souhaits de sa famille, elle étudie pendant un an au lycée populaire Askov au Danemark, où Poul La Cour encourage son intérêt pour la physique et les mathématiques. En 1901, von Bahr s'inscrit à l'Université d'Uppsala, obtient sa licence en 1907 et soutient sa thèse de doctorat sur l'absorption des rayonnements infrarouges dans les gaz l'année suivante. Elle reçoit une bourse de doctorat, devenant la première femme maître de conférences en physique en Suède.

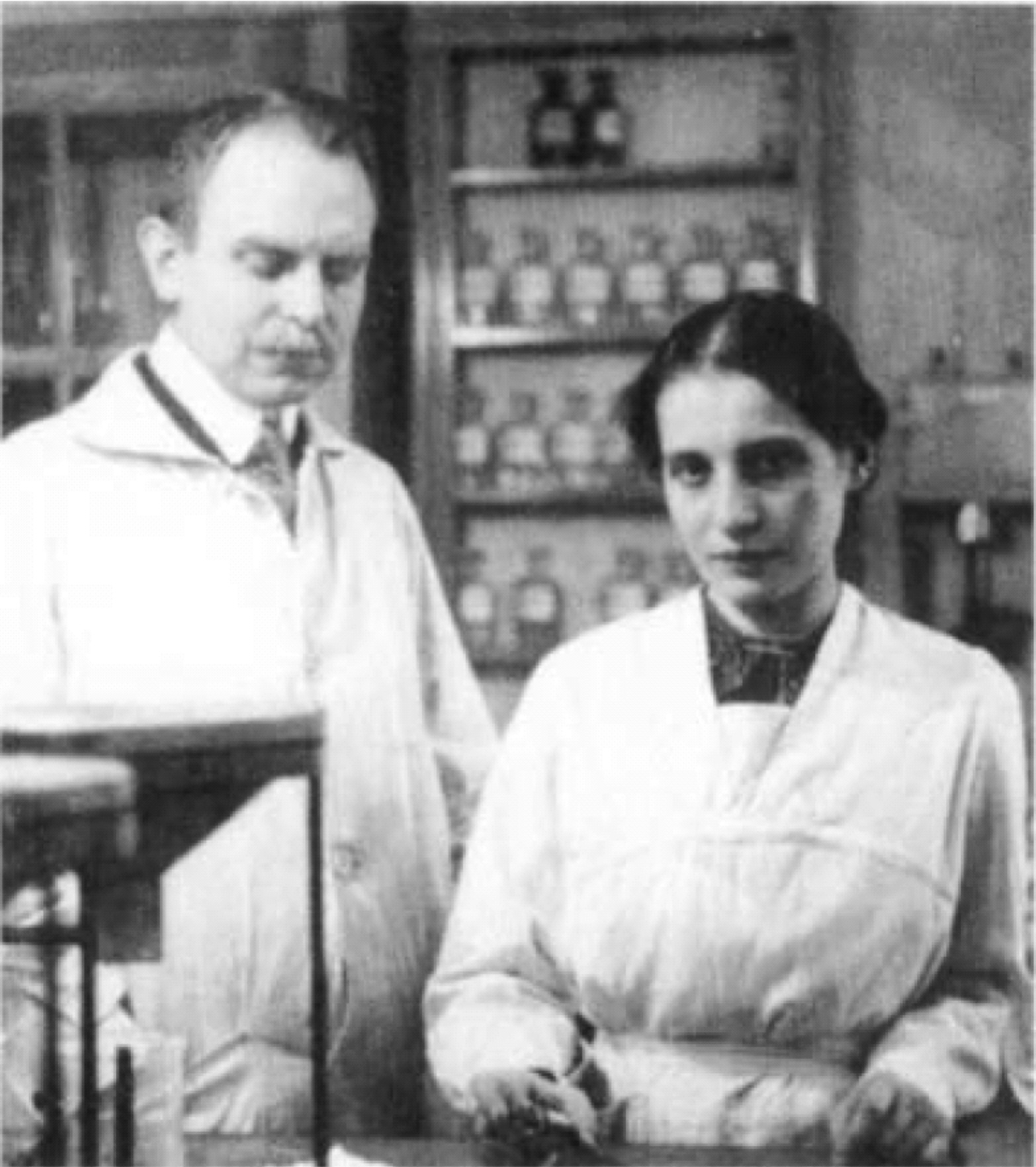
Lise Meitner, avec son collègue de recherche Otto Hahn en 1912, l'année où elle rencontre Von Bahr.

À partir de 1909, grâce au support du professeur Knut Ångström, von Bahr est maître de conférences au département de physique d'Uppsala. Mais après la mort subite de ce dernier en 1910, elle n'est plus autorisée à enseigner. Ce n'est qu'après 1925 que les femmes seront autorisées à travailler dans les universités en Suède. En 1912, après avoir été empêchée d'être professeur à Uppsala et à l'École polytechnique Chalmers parce qu'elle est une femme, Von Bahr postule à l'Université de Berlin. L'institution compte des physiciens exceptionnels, parmi lesquels Albert Einstein, Max Planck, Max von Laue, Walther Nernst, Fritz Haber, Lise Meitner, James Franck et Gustav Hertz. Von Bahr se lie d'amitié avec Lise Meitner.  
A son retour de Berlin, elle poursuit une correspondance avec cette dernière et demeure en contact étroit avec  le mathématicien et physicien théoricien Carl Wilhelm Oseen à Uppsala. En janvier 1913, elle se rend de nouveau à Berlin et travaille avec le professeur Heinrich Rubens. Elle y mène des expériences qui ont soutenu les théories de Max Planck, ce qui a fait d'elle le seul physicien suédois mentionné par Niels Bohr lors de sa conférence Nobel en 1922. Elle rejoint à l'automne le groupe de travail de James Franck et Gustav Hertz. 

### Retour en Suède

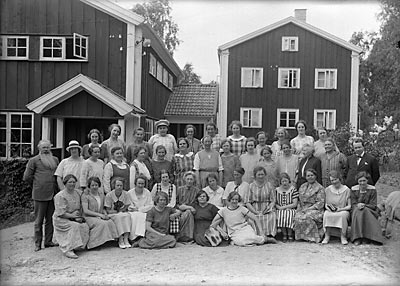
Une classe à Brunnsviks folkhögskola dans les années 1930

Début janvier 1914, von Bahr doit écourter son séjour à Berlin pour s'occuper de sa mère malade. En raison du déclenchement de la Première Guerre mondiale, elle ne peut retourner à Berlin et enseigne au lycée populaire de Brunnsvik à Dalarna. Elle y rencontre Niklas Bergius (1871-1947), un collègue enseignant, qu'elle épouse le 19 juin 1917. À l'automne 1918, la nourriture est rare en Suède en raison de la guerre et l'école ferme, alors le couple se rend à Charlottenlund au Danemark où ils rencontre des jésuites. Cette période au Danemark éveille l'intérêt de von Bahr pour le catholicisme alors qu'elle est athée jusque là.   
Après la fin de la guerre, Lise Meitner rend visite à von Bahr en Suède et reste chez elle pendant quatre semaines. Au cours de l'hiver 1919-1920, von Bahr se rend à Londres, Pau, Alger, Tunis et en Italie. 
Après quelques années, elle déménage à Kungälv afin de se rapprocher de la congrégation catholique de Göteborg. Lorsque la situation de Lise Meitner en Allemagne devient dangereuse au cours de l'été 1938, von Bahr, Wilhelm Oseen et Niels Bohr, l'aident à s'échapper, organisent son séjour en Suède et lui trouvent un poste de recherche. Pendant son séjour en Suède en décembre 1938, Lise Meitner poursuit sa collaboration avec Otto Robert Frisch par correspondance et ils réussissent à théoriser la fission nucléaire, vu le contexte elle ne sera pas créditée dans la publication. 
Après le déclenchement de la Seconde Guerre mondiale et l'occupation allemande de la Norvège, von Bahr est active dans l'organisation humanitaire suédoise Svenska Norgehjälpen (soutien suédois de la Norvège). 
Eva von Bahr est également philanthrope, et pendant quelque temps, elle soutient entre autres Lise Meitner et le poète Dan Andersson. Elle verse également des fonds à Brunnsviks Folkhögskola et fait don de la maison qu'elle a construite à Kungälv. Après la mort de son mari en 1947, von Bahr déménage à Uppsala. Elle se rapproche du prêtre et écrivain jésuite Pierre Teilhard de Chardin et reste en contact avec Lise Meitner.  
Eva von Bahr décède le 28 février 1962. Elle est enterrée au cimetière catholique de Stockholm. 

## Travaux
- Ueber die Einwirkung des Druckes auf die Absorption ultraroter Strahlung durch Gase, 2008.
- Om katolicismen: några ord till protestanter, 1929.
- Min väg tillbaka till kristendomen, 1933.
- Efterskrift till Min väg tillbaka till kristendomen, 1934.
- Ur "spridda minnen från ett långt liv", 2015